# كارمن رميرو روبيو
فابيانا سيباستيانا ماريا كارمن روميرو روبيو إي كاستيلو (20 يناير 1864-25 يونيو 1944)، الزوجة الثانية لبورفيريو دياز، رئيس المكسيك .

## سيرة ذاتية
ولدت كارمن روميرو روبيو في 20 يناير 1864 في تولا، تاماوليباس لعائلة ثرية. كان والداها سياسيًا ليبراليًا بارزًا ومحاميًا مانويل روميرو روبيو وأوغستينا كاستيلو. كان عرابها سباستيان ليردو دي تيخادا . لديها أختان، ماريا لويزا (لويزا) وصوفيا (شوفا).  كانت تُعرف باسم «كارميليتا»، وقد احتفلت بيوم قديسها في عيد عذراء جبل. الكرمل، في 16 تموز. نظم أصدقاؤها وأفراد أسرتها مهرجانات على شرفها في الأديرة الكرميلية خلال حياتها.

## الزواج
كان والد كارمن مانويل روميرو روبيو ، نشطًا في السياسة المكسيكية منذ عام 1854 بمشاركته في خطة أيوتلا  حتى وفاته في عام 1895 عندما كان وزيراً للداخلية في بورفيريو دياز.  كان أيضًا شخصية بارزة في حكومتي بينيتو خواريز وليردو دي تيخادا، وشارك في صياغة دستور عام 1857، الذي فصل وظائف الكنيسة الكاثوليكية عن الدولة. 
منذ عام 1870 أصبح منزل عائلة روميرو روبيو أحد أهم المراكز السياسية في المكسيك. 
كان آل روبيوس من معارف السفير الأمريكي جون و. فوستر وضيوفهم الدائمين، خلال حفل استقبال في السفارة الأمريكية التقى الجنرال بورفيريو دياز كارمن روميرو روبيو، وافقت على تعليمه اللغة الإنجليزية وتطورت علاقة أوثق .
في 5 نوفمبر 1881 تزوج دون بورفيريو من كارمن روميرو روبيو في حفل مدني، وكان رئيس المكسيك مانويل غونزاليس بمثابة شاهد وفقًا لقوانين الإصلاح العلمانية الجديدة، في اليوم التالي أقيمت المراسم الدينية حصل الزوجان على مباركة رئيس الأساقفة أنطونيو دي لابستيدا ودافالوس. ثم قضوا شهر العسل في الولايات المتحدة وسافروا عبر البلاد، واغتنموا الفرصة لإقامة اتصالات مهمة مع السياسيين ورجال الأعمال الأمريكيين الذين كان دياز يأمل أن يستثمروا في المكسيك.[بحاجة لمصدر]
نشأ هذا الزواج من توطيد تحالف سياسي بين مختلف الفصائل الليبرالية التي لم تقبل بورفيرياتو وبورفيريو دياز، من خلال وساطة مانويل روميرو روبيو - والد كارميليتا - الذي كان يتمتع بعلاقات ممتازة مع مختلف الدوائر السياسية وقدرة كبيرة على التفاوض والتوفيق.  
من ناحية أخرى، تؤكد مذكرات سيباستيان ليردو دي تيخادا الملفقة على أهمية والدتها - وليس كارمن - في مساعدة علاقات دياز بالكنيسة.

## سيدة المكسيك الأولى
بعد عام ونصف من وفاة ديلفينا أورتيجا، الزوجة الأولى للجنرال بورفيريو دياز، خلفتها كارمن روميرو روبيو في دور السيدة الأولى للأمة.
صممت روميرو روبيو أنشطتها كسيدة أولى على الدور التقليدي لزوجات الحكام في المكسيك، كان النائب الإسباني لفترة طويلة راعيًا للشؤون الدينية والاجتماعية، وقد وسعت الإمبراطورة كارلوتا هذا الدور خلال فترة حكمها القصيرة ليشمل حماية الفنون وتشجيع الإصلاحات الاجتماعية. توسعت كارمن في هذا الأمر، بمرافقة دياز في المناسبات العامة.
تمت إدارة مراسلاتها الغزيرة من قبل قسم خاص في مكتب الرئيس وساعدت في استضافة الشخصيات الزائرة ،حضرت المناسبات الدينية والمدنية والثقافية .
من خلال عملها مع زوجات أعضاء مجلس الوزراء والمحافظين والأوليغارشييين الإقليميين شكلت ورأست لجان إغاثة استجابة للكوارث الطبيعية. أدى عملها نيابة عن أطفال الطبقة العاملة في عاصمة الأمة إلى إنشاء عدد من مراكز الرعاية النهارية والمدارس والجمعيات الخيرية، بما في ذلك «لا كاسا أميغا دي لا أوبريرا» التي تأسست عام 1887.
كما اهتمت بتربية أطفال دياز، وترتيب الزيجات لأسر بارزة. خدمت كارمن روبيو روميرو كسيدة أولى لمدة ثلاثة عقود، منذ أن تولى دياز منصبه في الأول من ديسمبر عام 1884 حتى استقالته في 25 مايو عام 1911.

## المنفى والعودة والسنوات الأخيرة والموت

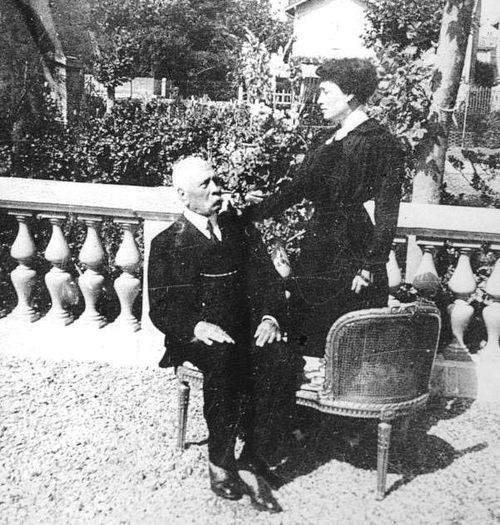
في باريس ،

رافقت كارميليتا زوجها في منفاه إلى فرنسا عام 1911، لقد عاشوا في باريس في شقق مستأجرة ولم يشتروا منزلًا مطلقًا، وكثيراً ما كانوا يتنقلون ويسافرون. قاموا بجولة في أوروبا وزاروا مصر.
بعد وفاة الجنرال في عام 1915 بقيت كارمن في فرنسا لما يقرب من عقدين من الزمن، تعيش من الاستثمارات في شركات النفط المكسيكية ودخل الإيجارات، لعبت دورًا مهمًا في طقوس المستعمرة المكسيكية في باريس، حيث نظمت قداسًا تذكاريًا لدياز وعيد العذراء في غوادالوبي. أمضت كارميليتا الكثير من وقتها في السفر في جميع أنحاء فرنسا وإسبانيا، وكثيراً ما كانت تقضي الصيف في قصر ابن زوجها بورفيريو دي مولين ، بالقرب من لانديس لو جولوا. عادت كارمن إلى المكسيك عام 1934 برفقة شقيقتها شوفا على متن الباخرة الفرنسية «ميكسيك»، أقامت لبعض الوقت في كولونيا روما في مكسيكو سيتي ، في 20 شارع تونالا، في منزل ابنة أختها تيريزا كاستيلو.
في 25 يونيو 1944، توفيت كارمن روميرو روبيو إي كاستيلو في مكسيكو سيتي عن عمر يناهز الثمانين عامًا. دُفنت في بانتيون فرانسيس (المقبرة الفرنسية)، وأشرف على القداس رئيس الأساقفة لويس ماريا مارتينيز. كتب سلفادور نوفو رسالة رائعة عن جنازتها.